# 大塚権太夫
大塚 権太夫（おおつか ごんだゆう）は、安土桃山時代の武士。尾張国黒田城主一柳直盛の家臣。関ヶ原の戦いの前哨戦である米野の戦い（河田木曽川渡河の戦い）において、東軍の一番槍（敵陣への最初の突入）を果たしたものの、織田秀信家臣の飯沼長資に討たれた。

## 事績

### 『一柳家記』の記述
戦国期から関ヶ原にかけての一柳家（一柳直末・一柳直盛兄弟）の武功を記した『一柳家記』では、権太夫の死の前後の状況は以下のように描かれる。
慶長5年（1600年）8月下旬、東西両軍は木曽川を挟んで対峙する形勢となったが、8月22日に東軍は河田の渡しにおいて木曽川渡河を決行することとなった。渡河の決行に際し、家康の婿で大軍を率い家康より先陣を命じられていた池田輝政と、地元城主であるが小勢の一柳直盛のどちらが先陣を担うかで、数刻に及ぶ押し問答があった。山内一豊らによる調整の末、東軍は木曽川の中洲まで進出して対岸の西軍織田秀信（岐阜城主）勢の様子を望見したが、午の刻（真昼ごろ）に一柳直盛勢は池田輝政勢を出し抜き、800人ばかりを備として編成して木曽川を押し渡り、3500ないし4500の敵兵がいると見られる対岸に上陸する（wikipediaでは、渡河作戦「河田木曽川渡河の戦い」と、昼からの東西両軍主力の戦闘「米野の戦い」を別項目としているが、双方を合わせて「米野の戦い」と呼ぶことがある）。
堤防を駆け上がった大塚権太夫は、敵の飯沼勘平（飯沼長資）と鑓を合わせた。権太夫は堤の上から大鑓を突き下ろしたが、勘平は素鎗（一般的な鑓）を下から突き出し、草摺の下から突き通された権太夫は死んだ。権太夫の被官であった市野宮孫三郎もまた討たれた。ただし、東軍が押し寄せてきたために勘平は権太夫の首を取ることができなかった。その後、勘平は池田長吉の軍勢に立ち向かって討死した。
一柳勢の二番手・服部孫惣は、藤田権左衛門と鑓を合わせ、藤田によって堤防上から（織田勢が待ち受ける）堤防の内側に引き込まれた。服部は藤田に鑓を付けたものの、自らも無数の傷を負い、後日死んだ。三番手の藤野久左衛門も堤防の内側で敵に囲まれて深手を負って瀕死であったところ、久左衛門の組下であった足軽小頭の小牧長九郎の奮戦（討死）によって辛くも脱出した。ここで一柳勢の多勢が到着して激しい戦闘が繰り広げられ、一柳三郎左衛門の被官の平井作右衛門が首を取ったことで、「一番首」の手柄は一柳三郎左衛門のものとなった。以下、『一柳家記』には個々の武士の功名が記されているが、この中に渋谷理左衛門が織田方の組頭・武市善兵衛を討ちとったことが挙げられている。

### その他
- 8月22日に出された井伊直政による戦況報告の書状（本多正信・西尾吉次・村越直吉宛て）によれば、一柳家では「随分の者」（大身の家臣）が討死したと報告されており、大塚権太夫が大身の家臣に含まれる可能性がある[9]。
- 一柳安次郎「監物一柳直盛のおもかげ」（『東予史談』第24号）によると、大塚権太夫の娘は一柳家の一門重臣である一柳源左衛門盛晴（一柳直盛の娘婿である稲葉（一柳）源左衛門末晴の子）の妻となり、2人の間に生まれた娘は一柳直重（直盛の子）の側室となって二男の一柳直照（のちに5000石の旗本となる）を生んだという[10]。ただし、「一柳源左衛門」の家や一柳直照の生母を巡っては異なる情報も伝えられている（「一柳直末#娘婿：一柳右京」「一柳直照」参照）

## 後年の語り
関ヶ原の戦い前哨戦における最初の主要な戦闘である「米野の戦い」において、大大名池田輝政に譲らなかった小大名一柳直盛の「先陣争い」や、直盛に仕えて一番槍の功績を挙げた大塚権太夫の名は、その後の語りの中で名高いものになっていった。のちの軍記物・講談本の中には、一柳直盛に仕える名の知れた勇士として「大塚権太夫」にさまざまな活躍をさせるものもあり、飯沼勘平との「一騎打ち」による死などが劇的に描かれることとなった。
現在の米野の戦いをめぐる語りの中では、大塚権太夫は一柳家の老臣とされ、一番乗りを果たして織田方の武市善兵衛・武市忠左衛門兄弟を討ち取った後、織田方の若武者にして「岐阜四天王」の一人・飯沼勘平に討たれたとされている。

## 史跡
岐阜県羽島郡笠松町無動寺には「大塚権太夫の塚」があり、笠松町の史跡「米野の戦い跡」に含まれている。なお、権大夫を討った飯沼長資の墓も羽島郡岐南町平島にある。